# Западня (фильм, 2025)
«Западня» (англ. Locked) — американский триллер 2025 года режиссера Дэвида Яровески с Биллом Скарсгордом и Энтони Хопкинсом в главных ролях, англоязычный ремейк аргентинского триллера 2019 года «Мышеловка».

## Сюжет
Сюжет рассказывает о молодом, легкомысленном воре, который оказывается заперт в сильно модифицированном автомобиле его таинственным владельцем, намеревающимся научить его «последствиям» своего образа жизни.

## В ролях
- Билл Скарсгард — Эдди
- Энтони Хопкинс — Уильям
- Майкл Эклунд — Карл